# Traité de Lutatius

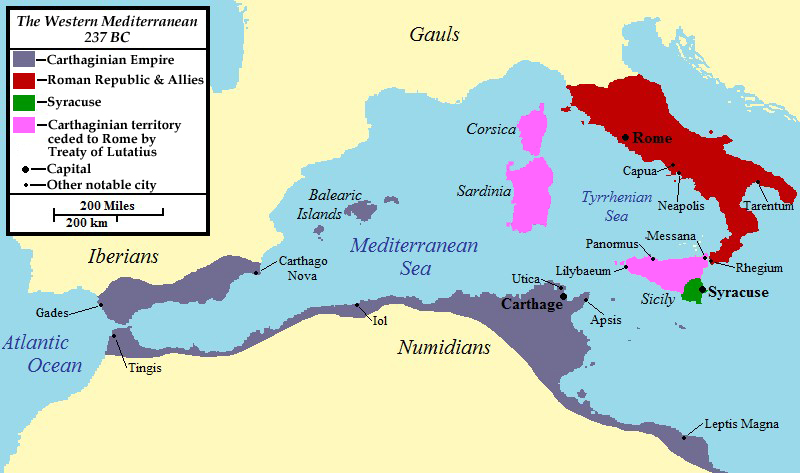
Le territoire cédé à Rome par Carthage en vertu du traité est représenté en rose.

Le traité de Lutatius a officiellement mis fin à la première guerre punique. Il a reçu son nom de Caius Lutatius Catulus, le consul romain et vainqueur de la bataille des îles Égates, qui l’a négocié avec un subordonné de Hamilcar Barca en 241 av. J.-C.
Selon l’historien Polybe, les termes de l’accord étaient les suivants :
- évacuer la Sicile,
- ne pas faire la guerre à Syracuse ou à ses alliés,
- remettre en liberté tous les prisonniers pris pendant la guerre,
- payer une indemnité de 2 200 talents (66 tonnes) d’argent en 20 versements annuels.

Initialement rejetés par le peuple romain, ces termes ont finalement été adoptés avec très peu de changement sous l’autorité de Quintus Lutatius Catulus Cerco, le frère de Caius Lutatius Catulus. 
Dans l’accord final, Carthage ne dispose que de dix ans pour payer l'indemnité de guerre de 3 200 talents et a dû évacuer les îles entre la Sicile et l’Italie (île d'Ustica et les îles Éoliennes) et les îles Égades au large de la côte occidentale de la Sicile.